# تقنية الرنين الصوتي
تقنية الرنين الصوتي هي تقنية فحص صوتية تم تطويرها بواسطة شركة ديت نورسك فيريتاس على مدار العشرين عامًا الماضية. وتستخدم تقنية الرنين الصوتي ظاهرة الرنين نصف الموجي، والذي من خلاله يعرض الهدف الرنان الذي تمت استثارته بشكل مناسب (مثل جدار أنبوب) دوائر رنين طولية عند ترددات محددة تعد من خصائص سماكة المادة المستهدفة. فمن خلال معرفة سرعة الصوت في المادة المستهدفة، يمكن استخدام الترددات الرنانة نصفية الموجية لحساب درجة سماكتها.
تختلف تقنية الرنين الصوتي عن الاختبار فوق الصوتي: التقليدي: وعلى الرغم من أن كليهما يعد شكلاً من أشكال الاختبار غير الإتلافي المعتمد على الصوتيات، إلا أن تقنية الرنين الصوتي تستخدم بشكل عام ترددات أقل كما أنها ذات نطاق ترددي أوسع. وقد أتاح لها ذلك إمكانية استخدامها في البيئات الغازية دون الحاجة إلى استخدام مادة مقرنة سائلة تسهل نقل الصوت.
لقد منحت شركة ديت نورسك فيريتاس ترخيصًا لشركة بريفول إنسبكيشن تكنولوجيز إيه إس لاستخدام تلك التقنية في أنابيب المياه على الشاطئ في جميع أنحاء العالم. وقد برهنت بريفول على مدى كفاءة هذه التقنية في تقييم حالة أنابيب المياه المعدنية، سواء المطلية أو التي بدون طلاء. وقد نجحت الشركة منذ عام 2008 في تطوير طريقة يمكن من خلالها الوصول إلى أنابيب المياه الرئيسية وفحصها، ولهذا فهي الشركة الرائدة عالميًا في هذا المجال.
علاوةً على ذلك، يتم استخدام تقنية الرنين الصوتي في الاختبارات الميدانية في محطة كارستو التابعة لشركة جاسكو.
في عام 2012، انتشرت أنشطة تقنية الرنين الصوتي الخاصة بشركة ديت نورسك فيريتاس وترتب على ذلك إنشاء شركة هافواي التابعة لها.

## الميزات الأساسية لتقنية الرنين الصوتي
- تستخدم ترددات أقل من تلك الترددات التي يتطلبها الاختبار فوق الصوتي.
- فعّالة في الغازات والسوائل (أي أنها لا تتطلب مادة مقرنة سائلة تسهل نقل الصوت).
- يمكن استخدامها لتمييز الوسائط متعددة الطبقات (على سبيل المثال توصيلات الأنابيب المزودة بطلاءات).
- يمكنها اختراق الطلاءات.
- يمكنها قياس الفقد في المعدن من الداخل والخارج.

## ذبذبات الرنين فوق الصوتية (RUV)
في إحدى الطرق وثيقة الصلة بهذه التقنية، يمكن الكشف عن وجود تصدعات في أي بنية صلبة من خلال البحث عن الفروق في تردد الرنين والنطاق العريض الترددي وسعة الرنين التي تتم مقارنتها ببنية متطابقة شكليًا لكنها غير متصدعة. وقد تم تطوير هذه التقنية، المعروفة باسم ذبذبات الرنين فوق الصوتية (RUV)، لاستخدامها في مجال الخلايا الكهروضوئية بواسطة مجموعة من الباحثين من جامعة جنوب فلوريدا وشركة ألترا سونيك تكنولوجيز (فلوريدا، الولايات المتحدة)، وشركة أيزوفوتون إس أي.(إسبانيا). ولقد ساعدت هذه الطريقة في الكشف عن التصدعات التي كانت بحجم الملليمترات في رقائق السليكون شبه المقطوعة والمعالجة، وكذلك الخلايا الشمسية المكتملة، مع وصول الزمن الكلي للاختبار إلى أقل من ثانيتين لكل رقاقة.

## وصلات خارجية
- dnv.com
- breivoll.no
- halfwave.com